# Eremo delle Carceri
El Eremo delle Carceri (literalmente, «ermita de las cárceles») es un santuario de Asís (Italia), ubicado a 4 kilómetros de la ciudad, a 791 m s. n. m. sobre las laderas del monte Subasio. Se alza en los alrededores de cuevas naturales, habitadas por eremitas en la época paleocristiana. Allí San Francisco de Asís y sus seguidores se retiraban para la contemplación religiosa y la oración.
El Eremo delle Carceri, junto a otros lugares franciscanos de Asís, fue declarado Patrimonio de la Humanidad por la Unesco en 2000.

## Historia y leyenda franciscana
Donado por la comuna de Asís a los benedictinos, estos últimos lo cedieron de hecho a san Francisco para que pudiera «encarcelarse» en su meditación.
Ampliado en el año 1400 por San Bernardino de Siena con la construcción de la iglesia de Santa Maria delle Carceri, que ha englobado una primitiva capilla preexistente a San Francisco, y de un pequeño convento, el eremitorio se encuentra en un bosque de robles seculares rodeado por cavernas y pequeñas capillas donde los peregrinos se retiran aún hoy en contemplación.
Muchos son los relatos de milagros acontecidos en este lugar, según la leyenda franciscana:
- Según la tradición, cerca de su gruta, san Francisco habló con los pájaros que, para escucharlo, se posaban sobre el roble secular, aún hoy presente sobre las laderas de la fosa: actualmente vive en los alrededores de las cavernas una colonia de palomas blancas;
- Según la tradición, el barranco que se encuentra en los alrededores del monasterio es en realidad el lecho de un río, hoy seco, cuyas aguas fueron expulsadas por San Francisco porque le perturbaban su meditación y la de sus discípulos;
- En la gruta de san Francisco está presente un agujero en el terreno del cual se puede entrever el fondo del barranco. Se cuenta que este es el estado provocado por el demonio, lanzado al abismo por San Rufino;
- En medio del claustro hay un pozo en el punto en el que, según una leyenda, San Francesco, a través de un milagro, hizo surgir agua.

## Lugares de interés

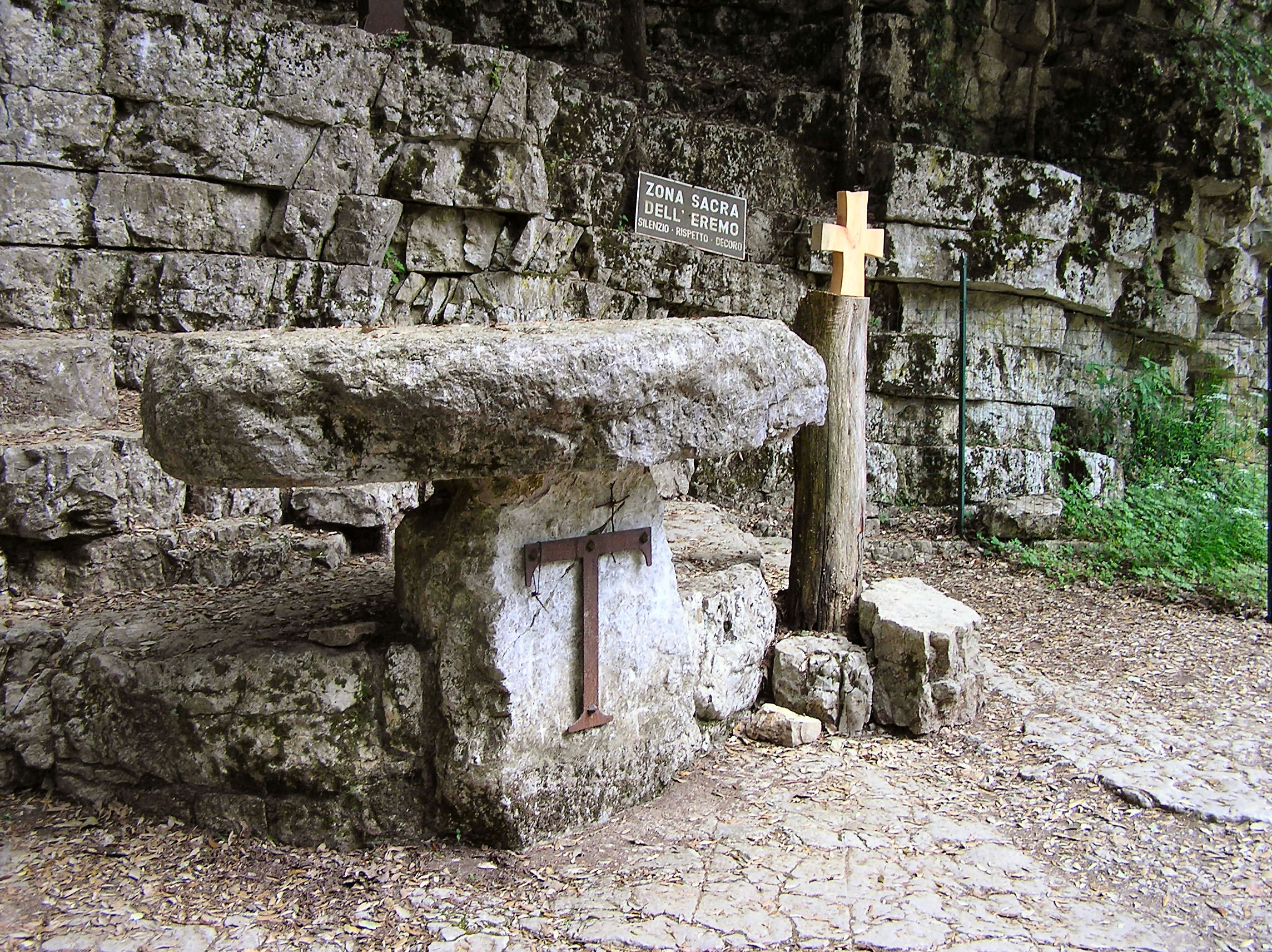
Capilla en forma de Τ en el bosque.

El Chiostrino dei frati (Pequeño claustro de los frailes) es una terraza triangular que da a plomo al foso de las «cárceles». En un extremo del claustro están las puertas que llevan al refectorio de los frailes y a la iglesia de Santa Maria delle Carceri.
En el plano superior del refectorio están situadas las celdas de los frailes.
Descendiendo una empinada escalinara desde el convento se llega al bosque de hayas y a la gruta de San Francisco: del sendero opuesto a esta parten las otras grutas de los primeros compañeros de San Francisco: Leone, Antonio da Stroncone, Bernardo di Quintavalle, Egidio, Silvestro y Andrea da Spello.
En el bosque, justo en las afueras del santuario, en los alrededores del sendero que conduce a la caverna de Frate Leone, está la capilla de San Bernabé (Cappella di San Barnaba), normalmente cerrada al público, y en su interior un altar en forma de Τ y un retablo del siglo XVI representando la Deposición de la Cruz.